# Stachys siamensis
Stachys siamensis là một loài thực vật có hoa trong họ Hoa môi. Loài này được Muschl. miêu tả khoa học đầu tiên năm 1907.